# Produto de Euler

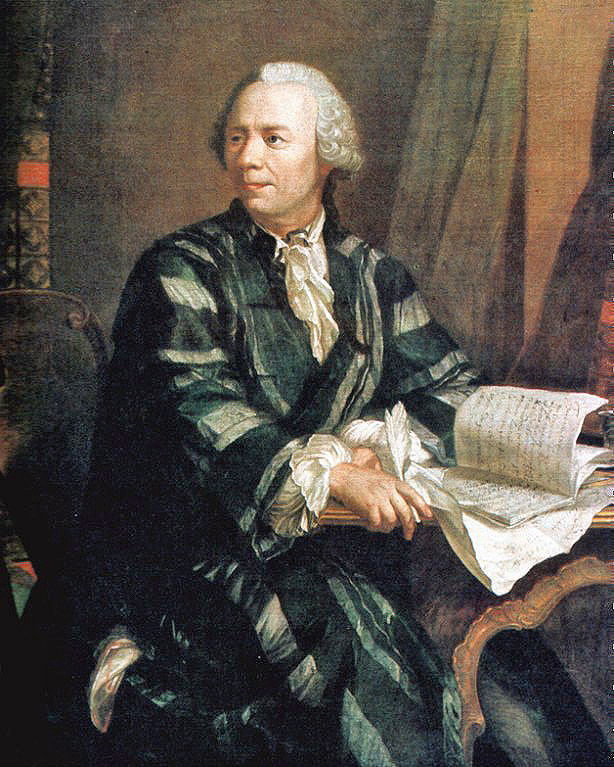
Leonhard Euler.

Em matemática, um produto de Euler é a expansão de um produto infinito, indexado por números primos p de uma série de Dirichlet. O nome surge do caso especial da função zeta de Riemann, cuja representação em forma de produto, foi
provada por Leonhard Euler em 1737.

## Definição
Em geral, uma série de Dirichlet da forma
{\displaystyle \sum _{n}a(n)n^{-s}\,}
onde a(n) é uma função multiplicativa de n, pode ser escrita da forma
{\displaystyle \prod _{p}P(p,s)\,}
onde P(p,s) é a soma
{\displaystyle 1+a(p)p^{-s}+a(p^{2})p^{-2s}+\cdots .}